# Fifteen Million Merits
"Fifteen Million Merits" é o segundo episódio da primeira temporada da série antológica de ficção científica britânica Black Mirror, escrito pelo criador da série e showrunner Charlie Brooker junto com a esposa Konnie Huq e, dirigido por Euros Lyn. Foi exibido originalmente na rede televisa britânica Channel 4 em 11 de dezembro de 2011.
O episódio é situado em um futuro futurístico e distópico - com uma sociedade capitalista muito midiatizada e meritocrática - onde a maioria da sociedade deve pedalar bicicletas ergométricas para produzir eletricidade e também ganhar uma moeda chamada "Méritos", e conta a história de Bing (Daniel Kaluuya), que tem sua vida mudada quando conhece Abi (Jessica Brown Findlay), uma colega de pedalada. Convencido de que ela tem um talento único para cantar, ele a ajuda a participar de um show de talentos para que ela possa escapar do mundo escravo à sua volta.
O episódio foi aclamado pela crítica.

## Enredo
O episódio é uma sátira aos programas de entretenimento e da sede insaciável pela distração situada em uma distopia futurística. Neste mundo, todos devem pedalar em bicicletas de exercício para gerar energia e uma moeda chamada "Mérito". As atividades diárias são constantemente interrompidas por propagandas que não podem ser ignoradas sem penalidade financeira. As pessoas obesas são consideradas cidadãos de segunda classe (uma vez que elas pedalam mais devagar do que cidadãos em forma) e trabalham como limpadores em torno das máquinas (onde recebem insultos verbais) ou são humilhados em programas e jogos eletrônicos.
Bingham "Bing" Madsen (Daniel Kaluuya) herdou 15 milhões de méritos de seu irmão morto e, portanto, tem o luxo de pular anúncios sempre que quiser. No banheiro ele ouve Abi (Jessica Brown Findlay) cantando e resolve incentiva-la a entrar em um concurso bastante similar ao X Factor chamado Hot Shot, que oferece uma chance para as pessoas saírem das "pedalas infinitas" nas bicicletas. Bing tenta a persuadir e, sentindo que não há nada "real" que valha a pena investir os méritos, compra um bilhete do Hot Shot para ela, custando-lhe toda a herança de 15 milhões de méritos. Os juízes (Rupert Everett, Julia Davis e Ashley Thomas) e a multidão apreciam sua versão cover de "Anyone Who Knows What Love Is", mas afirmam que não há espaço para mais uma 'cantora acima da média' e, em vez disso, oferecem-lhe a chance de se tornar uma atriz em um canal de televisão pornográfico. Depois de vários gritos insistentes dos juízes e da platéia, ao mesmo tempo em que se sente drogada por uma substância chamada "Cuppliance", Abi relutantemente aceita a oferta.
Bing retorna à sua cela sem Abi ou qualquer mérito. Quando um anúncio mostrando Abi executando um ato sexual aparece na tela, ele não consegue ignorá-lo (devido ao seu saldo insuficiente de méritos) e tenta desesperadamente escapar de sua cela, batendo em uma porta até que o vidro se quebra. Ele esconde um fragmento de vidro debaixo da cama. Durante algum tempo ele leva um estilo de vida frugal e é mostrado sua árdua maratona pedalando na bicicleta mais do que ninguém, na tentativa de economizar 15 milhões de méritos para comprar outro bilhete de competição. Ele espera pacientemente na sala do Hot Shot até que ele é chamado para competir.
No palco, ele interrompe sua performance de dança e aponta o fragmento de vidro para seu pescoço, ameaçando matar-se ao vivo no programa. Ele lamenta aos prantos sobre como o sistema é injusto e como as pessoas se tornaram frias e sem coração, e expressa sua raiva por como os juízes tiraram, corromperam, e venderam a única coisa que ele achou que era real. Os juízes, em vez de levar suas palavras em consideração, ficam impressionados com sua "performance" e oferecem-lhe a chance de ter o seu próprio programa, onde ele poderia apresentar tudo o que acha do sistema. Bing aceita a oferta.
Mais tarde, vemos Bing encerrando mais uma de suas apresentações em seu canal. Na última cena do episódio, ele bebe suco de laranja fresco enquanto fica olhando através de uma janela comprida uma vasta floresta verde que se estende até o horizonte, em uma cela muito maior do que a sua original. A vista parece ser real, como pode ser observado no efeito de paralaxe visivelmente na mesma medida em que a câmera retrocede.

## Recepção da crítica
"Mas 'Fifteen Million Merits' é um trabalho grandioso em todos os sentidos para 'The National Anthem', um deslumbrante pedaço de ficção científica que constrói seu mundo lentamente, mas perfeitamente ao longo de uma hora - e embala em um ciclo emocional junto com os '15 minutos para o futuro' que você já espera. 'The National Anthem' era cinza e sombrio, difícil de assistir, mas "Fifteen Million Merits" é realmente assustador para contemplar, e é assim que uma boa ficção científica distópica deve ser sentida.
— David Sims, Review: Black Mirror: Fifteen Million Merits
"Repleto de belos recursos visuais, uma partitura movimentada e um futuro plenamente realizado que pode não estar muito distante, nunca há um momento em que '15 Million Merits 'seja algo menos que emocionante, assustador e provocador. Você pode fazer você querer deixar seu computador fora da janela, ou querer parar seu trabalho, isso pode fazer você ponderar o significado da vida, mas seu objetivo é simplesmente tornar você ciente de tais coisas para que possamos evitar um futuro tão horrível. "15 Million Merits" quer que você olhe no espelho e faça algo sobre isso."
— Tim Surette, Black Mirror's "15 Million Merits" Is One of TV's Best Sci-fi Episodes That You'll Probably Never See
"O calor do romance entre Bing e Abi, contrastando com a frieza das telas de TV, avatares zombadores e juízes de reality show manipuladores, está entre os mais incríveis que já vi há algum tempo, e é a principal razão pela qual Fifteen Million Merits é uma peça tão cativante de televisão e gênero."
— Ryan Lambie, Black Mirror episode two spoiler-filled review: Fifteen Million Merits
"O tom é bastante diferente em relação à semana passada e há mais de uma conexão emocional com os personagens. Kaluuya e Brown Findlay foram excelentes como os protagonistas Bing e Abi. Portanto, a maneira que eles encontraram seus respectivos destinos é triste porque não há esperança e, além disso, a qualidade estética do mundo dos espelhos negros é fantástica e plausível ".
— Independent, Review of Black Mirror – '15 Million Merits'
"É mais belo [do que 'The National Anthem']. É um impressionante olhar bonito - a realidade virtual, a interatividade, todas as telas. Bem, bonito de uma forma sufocante e sufocante que tem você ofegando por uma janela, uma emoção, algo real. Não parece muito rebuscado. Não é um grande salto do que já temos com os videogames, a nossa dependência em telas, todos um avatar, mídia social, concursos de talentos... "
— Sam Wollaston, TV review: Black Mirror; Piers Morgan's Life Stories: Peter Andre; This is Justin Bieber